# Église de la Nativité-de-la-Mère-de-Dieu de Goračići
Pour les articles homonymes, voir Église de la Nativité-de-la-Mère-de-Dieu.
L'église de la Nativité-de-la-Mère-de-Dieu de Goračići (en serbe cyrillique : Црква Рођења Пресвете Богородице у Горачићима ; en serbe latin : Crkva Rođenja Presvete Bogorodice u Goračićima) est une église orthodoxe serbe serbe située à Goračići, dans la municipalité de Lučani et dans le district de Moravica, en Serbie. Elle est inscrite sur la liste des monuments culturels protégés de la république de Serbie (no SK 531),,.

## Présentation
L'église a été construite de 1807 à 1810, au moment du premier soulèvement serbe contre les Ottomans.
De plan cruciforme, elle est constituée d'une nef unique ; au niveau de la croisée du transept, elle est dotée d'une coupole qui, à l'extérieur, forme un mince dôme octogonal. Un narthex a été ajouté en 1856.
Plusieurs éléments apportent une valeur artistique à l'édifice, comme les montants de porte et l'arc de la porte d'entrée. À l'intérieur, l'iconostase, dont la structure est de style classique, abrite des icônes de style post-romantique, peintes en 1903 par Dušan Obrenović, un artiste de Kragujevac.